# 33 (영화)
《33》(스페인어: Los 33)은 2015년 공개된 칠레의 영화로, 2010년 산호세 광산 붕괴 사고를 바탕으로 한 영화이다.
패트리시아 리건 감독이 연출한 영화 영화‘33’은 매몰 1일째인 8월 6일 칠레 국가비상사태 성명 발표와 함께 이야기가 전개된다.
영화 속 인물들은 매몰된 33명을 구조하기 위해 고군분투하고 마침내 69일째인 10월 13일, 전원 구조에 성공한다.
영화 ‘33’에는 안토니오 반데라스, 로드리고 산토로, 줄리엣 비노쉬, 제임스 브롤린 등 배우가 참여했다. 2016년 개봉했으며 러닝타임은 126분이다.

## 캐스팅
- 안토니오 반데라스: 마리오 세풀베다 역
- 개브리얼 번: 앙드레 서가렛 역
- 마리오 카사스: 알렉스 베가 역
- 밥 건턴: 칠레의 대통령 역 세바스티안 피녜라
- 호드리구 산토루 : 라우렌스 골드번 역
- 케이트 델 카스티요 : 카티 발디비아 역
- 파우리나 갈시아
- 마리오 크럿쓰버거

## 같이 보기
- 생존 영화